# Liriomyza euphorbiae
Liriomyza euphorbiae är en tvåvingeart som beskrevs av Martinez och Sobhian 1999. Liriomyza euphorbiae ingår i släktet Liriomyza och familjen minerarflugor.
Artens utbredningsområde är Turkiet. Inga underarter finns listade i Catalogue of Life.